# Vlag van Cuijk

De vlag van Cuijk
(1995-2022)

De vlag van Cuijk is de voormalige vlag van de gemeente Cuijk welke op 1 januari 2022 op ging in de gemeente Land van Cuijk. De voormalige gemeente ontstond in 1994 door een gemeentelijke herindeling en nam op 6 juni 1995 de vlag aan, gelijk aan het nieuwe gemeentewapen. Vanaf 2022 heeft de vlag geen officiële status meer, maar wordt mogelijk nog wel gebruikt als dorpsvlag van de plaats Cuijk. De nieuwe vlag van Land van Cuijk heeft de oude vlag volledig overgenomen, waarbij een open burcht in het midden is toegevoegd.

## Omschrijving
De officiële beschrijving van de vlag luidt als volgt:
Vijf banen in geel en rood in de verhouding van 2:1:2:1:2, met op de gele banen langs de zijden van de vlag respectievelijk drie, twee en drie rode merletten, elk met een hoogte van 1/5 vlaghoogte.
De vlag bestaat uit vijf banen. Drie gele banen en twee rode. De gele banen zijn tweemaal zo hoog als een van de rode banen. Hierdoor hebben de banen een verhouding van 2:1:2:1:2. Rondom zijn rode merletten geplaatst, bij een wapen zoomsgewijs. De merletten staan op de bovenste en de onderste gele baan met z'n drieën en op de middelste met z'n tweeën. Elke merlet heeft een hoogte van 1/5 deel van de vlag.
De Noordbrabantse Commissie voor Wapen- en Vlaggenkunde heeft geadviseerd bij het ontwerp.
Aalburg 
· Aarle-Rixtel 
· Alphen en Riel 
· Bakel en Milheeze 
· Beek en Donk 
· Beers 
· Berghem 
· Berkel-Enschot 
· Berlicum 
· Bladel en Netersel 
· Borkel en Schaft 
· Boxmeer 
· Budel 
· Chaam 
· Cuijk 
· Cuijk en Sint Agatha 
· Den Dungen 
· Diessen 
· Dinteloord en Prinsenland 
· Drunen 
· Dussen 
· Engelen 
· Erp 
· Esch 
· Escharen 
· Fijnaart en Heijningen 
· Geffen 
· Geldrop 
· Gemert 
· Giessen 
· Ginneken en Bavel 
· Grave 
· 's Gravenmoer 
· Haaren 
· Halsteren 
· Haps 
· Heesch 
· Heeswijk-Dinther 
· Heeze 
· Helvoirt 
· Hoeven 
· Hooge en Lage Mierde 
· Hooge en Lage Zwaluwe 
· Hoogeloon, Hapert en Casteren 
· Huijbergen 
· Klundert 
· Landerd 
· Leende 
· Liempde 
· Lieshout 
· Lith 
· Luyksgestel 
· Maarheeze 
· Maasdonk 
· Made en Drimmelen 
· Megen, Haren en Macharen 
· Mierlo 
· Mill en Sint Hubert 
· Moergestel 
· Nieuw-Ginneken 
· Nieuw-Vossemeer 
· Nistelrode 
· Nuland 
· Oeffelt 
· Oost-, West- en Middelbeers 
· Oploo, Sint Anthonis en Ledeacker 
· Ossendrecht 
· Oud en Nieuw Gastel 
· Oudenbosch 
· Prinsenbeek 
· Putte 
· Raamsdonk 
· Ravenstein 
· Reusel 
· Riethoven 
· Rijsbergen 
· Rijswijk 
· Roosendaal en Nispen 
· Rosmalen 
· Schaijk 
· Schijndel 
· Sint Anthonis 
· Sint-Oedenrode 
· Sprang-Capelle 
· Standdaarbuiten 
· Terheijden 
· Teteringen 
· Uden 
· Udenhout 
· Veghel
· Vessem, Wintelre en Knegsel 
· Vierlingsbeek 
· Vlijmen 
· Wanroij 
· Waspik 
· Werkendam 
· Westerhoven 
· Willemstad 
· Woudrichem 
· Wouw 
· Zeeland 
· Zevenbergen
Acht
· Alphen
· Bavel
· Berghem
· Berlicum
· Biest-Houtakker
· Borkel en Schaft
· Chaam
· Cromvoirt
· Cuijk
· Den Dungen
· Dinteloord
· Effen
· Esch
· Galder
· Geeren-Noord
· Gemonde
· Haagse Beemden
· Haaren
· Halsteren
· Helvoirt
· Herpen
· Heusden
· Langenboom
· Leur
· Megen, Haren en Macharen
· Moergestel
· Nieuw-Vossemeer
· Nuland
· Olland
· Orthen
· Princenhage
· Ravenstein
· Rosmalen
· Sint-Michielsgestel
· Sprang
· Steenbergen
· Strijbeek
· Teteringen
· Ulvenhout
· Udenhout
· Velp
· Vierlingsbeek
· Waspik
· Wintelre